# Ingrandimento

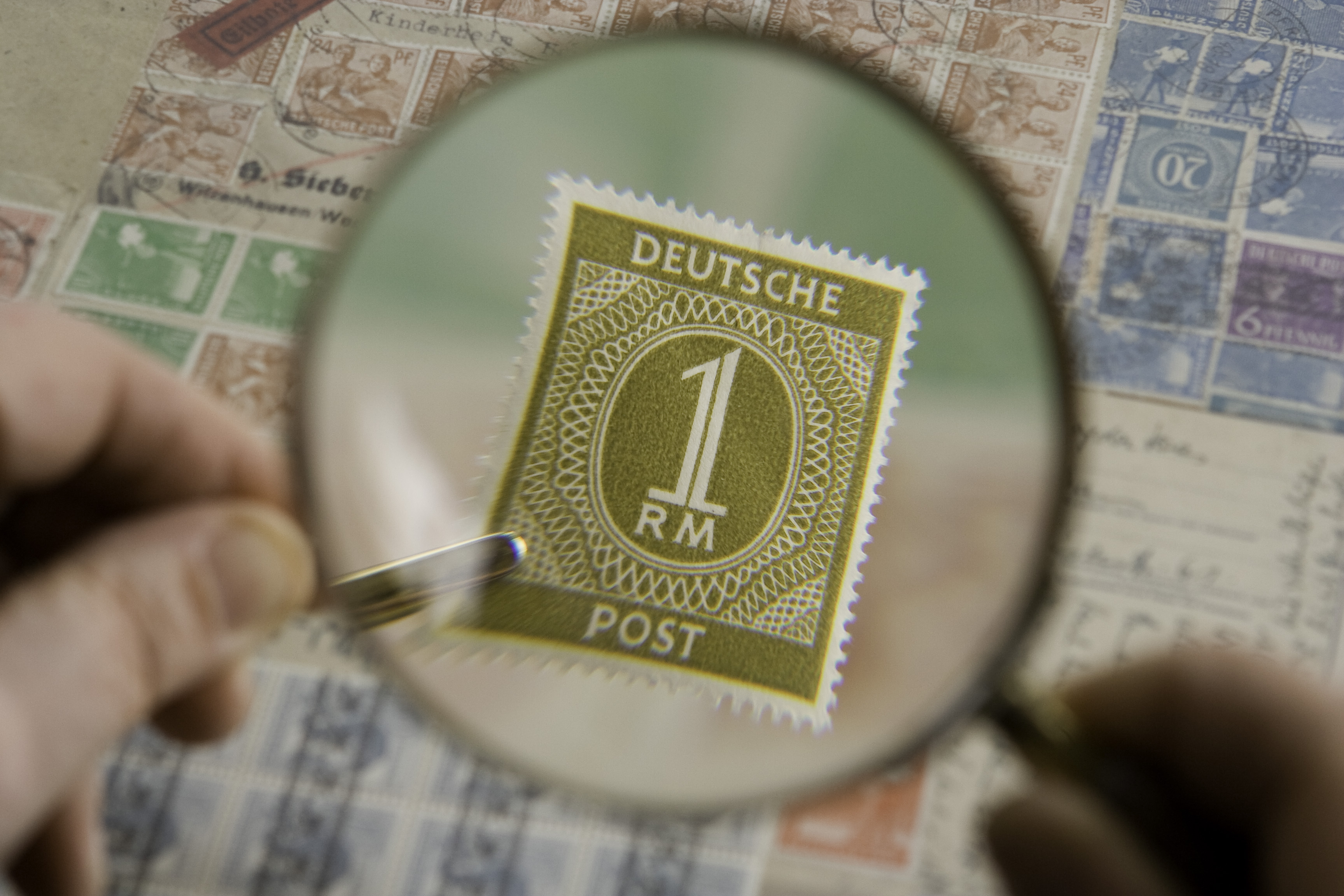
Francobollo visto attraverso una lente d'ingrandimento

In ottica, l'ingrandimento è la proprietà di un sistema ottico di formare una immagine più grande (o più piccola) di quella che si vede ad occhio nudo (ad esempio, tramite una lente di ingrandimento o un binocolo, ecc.).
In questo modo, l'occhio è il riferimento dell'ottica, e siccome l’ingrandimento può essere indicato come valore numerico corrispondente ad un moltiplicatore con varie notazioni (se è 20, si scrive più comunemente 20× [dove x è il simbolo matem.] o 20 ingrandimenti, 20 volte più grande, ecc.), la vista assume un valore di ingrandimento relativo pari a 1×, e che nel caso, è anche il valore di riferimento (valore convenzionale) per la misurazione degli ingrandimenti visuali.
Valori di ingrandimento maggiori di 1×, servono per rendere maggiormente visibili i particolari e dettagli più fini di un oggetto, aumentando direttamente la risoluzione della sua immagine (quando è possibile). Così, per gli oggetti lontani, si usano strumenti ottici per l'osservazione da lontano, tipo binocoli, cannocchiali o mirini e telescopi, mentre per gli oggetti vicini si usano strumenti, quali lenti d'ingrandimento, microscopi, ecc.  

## Tipologia
L'ingrandimento visuale o angolare è il rapporto tra l’angolo sotto il quale è vista dall’occhio l’immagine dell’oggetto data dallo strumento e l’angolo sotto cui l’oggetto è visto ad occhio nudo (tale rapporto varia al variare della distanza dell’oggetto dallo strumento), con riferimento all’immagine virtuale (cioè quella fornita dagli strumenti ausiliari dell’occhio, quali microscopio o cannocchiale, ecc.).
L'ingrandimento convenzionale o commerciale per le lenti d’ingrandimento e gli oculari (per il quale si intende che nella visione con la lente, l’oggetto sia quasi nel fuoco anteriore e che nella visione a occhio nudo l’oggetto si trovi alla distanza della visione distinta, assunta pari a 250 mm) è il rapporto tra la distanza della visione distinta a occhio nudo e la distanza focale della lente; così, per avere forti ingrandimenti conviene usare lenti di piccola distanza focale (cioè, con lunghezza focale corta o con potere diottrico maggiore).
In fotografia, con ingrandimento si intende quel processo per ottenere una copia fotografica di dimensioni maggiori, da un negativo, mediante apparecchi detti ingranditori, o anche la copia fotografica stessa, così ottenuta (es.: "un bell’ingrandimento a colori").
L'ingrandimento lineare, anche detto «rapporto di ingrandimento o di riproduzione», è il rapporto tra le dimensioni reali, omologhe, dell’immagine e dell’oggetto, con riferimento all’immagine reale, cioè quella raccolta su una lastra fotografica, su uno schermo, ecc.
Valori di ingrandimento inferiori a 1× («rimpicciolimento») li si trova spesso nelle caratteristiche dei mirini ottici oculari per il puntamento delle fotocamere (es: 0,72x, 0,62x, ecc), e servono solitamente per ampliare il campo visivo e rendere maggiormente visibili le zone periferiche intorno ad un oggetto, aumentando la sua contestualizzazione all'interno dell'inquadratura, quando è possibile.

## Ingrandimento ottico
L'ingrandimento ottico è in ogni caso strettamente legato alla visione umana e alla percezione visiva: è un ingrandimento apparente che non modifica mai la prospettiva, nonostante l'effetto che solitamente produce, fa apparire l'oggetto osservato come se si fosse avvicinanto a noi (o viceversa): quando ci avviciniamo fisicamente ad un oggetto, la sua dimensione sulla retina aumenta e percepiamo questo aumento come un ingrandimento a tutti gli effetti (detto, «effetto prospettico»); infatti, avvicinare gli occhi agli oggetti (entro le possibilità fisiologiche) fa aumentare la visibilità effettiva dei dettagli e la dimensione apparente, ma cambia realmente il punto di vista (ovvero, la prospettiva). E l'ingrandimento fornito da uno strumento per l'osservazione da lontano, tende a modificare questa naturale e comune conoscenza e consapevolezza umana, creando quello che in gergo viene chiamato «schiacciamento dei piani» nella profondità della scena o anche distorsione prospettica, benché non avvenga nessuna distorisione ottica reale, essendo solamente un effetto ottico dato dall'ingrandimento.  

### Ingrandimento angolare
L'ingrandimento visuale è calcolato dall'angolo sotteso di una dimensione apparente dell'oggetto (la larghezza o l'altezza) ed è inteso come il rapporto tra la dimensione apparente (vista nello strumento) e la dimensione dell'oggetto vista ad occhio nudo. 
Per gli strumenti ottici con oculare, la dimensione lineare dell'immagine non può essere misurata con un metro, quindi l'unica dimensione possibile è quella che indica l'angolo sotteso dall'oggetto al punto focale. In termini tecnici, si considera la tangente dell'angolo. Quindi l'ingrandimento angolare è definito come: {\displaystyle \mathrm {MA} ={\frac {\tan \varepsilon }{\tan \varepsilon _{0}}}}, e dove {\displaystyle {\varepsilon _{0}}} è l'angolo sotteso dall'oggetto al punto focale anteriore dell'obiettivo, mentre {\displaystyle {\varepsilon }} è l'angolo sotteso dall'immagine al punto focale posteriore all'oculare.
Ad esempio, siccome la dimensione angolare della luna piena vista ad occhio nudo è di 0.5°, usando un binocolo con ingrandimento 10x, la luna ora sottende un angolo di 5°.
Ingrandimento lineare trasversale
Per le immagini reali, come quelle proiettate su uno schermo, la dimensione ne indica una lineare, cioè quella misurata in millimetri o con unità di misura equivalenti.
Per le lenti di ingrandimento e i microscopi ottici, dove la dimensione dell'oggetto è una dimensione lineare e la misura apparente un angolo, l'ingrandimento è convenzionalmente il rapporto tra la dimensione apparente vista nell'oculare e la dimensione angolare dell'oggetto posizionato alla distanza di 25 cm dall'occhio (massima distanza vicina, oltre la quale emerge clinicamente una presbiopia).

### Calcolo nei sistemi ottici
- lente: l'ingrandimento lineare di una lente è

{\displaystyle M={f \over f-S}}
dove f è la lunghezza focale e S la distanza della lente dall'oggetto. Notare che quando le immagini sono reali, ossia quando S > f, M è negativo e l'immagine è capovolta. Quando le immagini sono virtuali, ossia quando S < f, M è positivo e l'immagine è dritta.
- telescopio: l'ingrandimento lineare è dato da

{\displaystyle M={f_{e} \over f_{o}}}
dove {\displaystyle f_{o}} è la lunghezza focale della lente dell'obiettivo e {\displaystyle f_{e}} è la lunghezza focale dell'oculare. L'ingrandimento angolare è dato da
{\displaystyle \mathrm {MA} ={f_{o} \over f_{e}}}
- lenti d'ingrandimento: l'ingrandimento angolare dipende da come il vetro e l'oggetto sono posizionati in relazione all'occhio. Se la lente è tenuta in modo che il suo punto di fuoco sia sull'oggetto, l'occhio può vedere l'immagine con ingrandimento angolare

{\displaystyle \mathrm {MA} ={25\ \mathrm {cm}  \over f}\quad .}
Se invece la lente è tenuta molto vicino all'occhio e l'oggetto vicino alla lente si può ottenere una maggiore ingrandimento, circa
{\displaystyle \mathrm {MA} ={25\ \mathrm {cm}  \over f}+1\quad .}
In questo caso {\displaystyle f} è la lunghezza focale della lente in centimetri. La costante di 25 cm è una convenzione della distanza di fuoco più vicina dell'occhio.
- microscopio: l'ingrandimento angolare è dato da

{\displaystyle \mathrm {MA} =M_{o}\times M_{e}}
dove {\displaystyle M_{o}} è l'ingrandimento dell'obiettivo e {\displaystyle M_{e}} l'ingrandimento dell'oculare. L'ingrandimento dell'obiettivo dipende dalla sua lunghezza focale {\displaystyle f_{o}} e dalla distanza {\displaystyle d} tra il piano focale posteriore dell'obiettivo e il piano focale dell'oculare:
{\displaystyle M_{o}={d \over f_{o}}}
L'ingrandimento dell'oculare dipende dalla sua lunghezza focale {\displaystyle f_{e}} e può essere calcolata con la stessa equazione delle lenti d'ingrandimento.